# Финале Купа сајамских градова 1964.
Финале Купа сајамских градова 1964. била је последња утакмица шестог по реду Купа сајамских градова. То је уједно било и прво финале које се није састојало од две утакмице. Меч је одигран 24. јуна 1964. између шпанских тимова Сарагосе и Валенсије. Реал Сарагоса је била боља и победила резултатом 2 : 1, те је тако освојила први континентални трофеј.

## Пут до финала
Резултати финалиста до финала су приказани укупно после два меча :

### Сарагоса
- Прво коло
  -  Ираклис 9:1
- Друго коло
  -  Лозана 5:1
- Четвртфинале
  -  Јувентус 3:2
- Полуфинале
  -  Лијеж 2:2 поновљен меч 2:0

### Валенсија
- Прво коло
  -  Шамрок роверси 3:2
- Друго коло
  -  Рапид Беч 3:2
- Четвртфинале
  -  Ујпешт Дожа 6:5
- Полуфинале
  -  Келн 4:3

## Утакмица
| Сарагоса                 | 2–1 | Валенсија    |
| ------------------------ | --- | ------------ |
| Виља 40’ · Марселино 83’ |     | Уртијага 42’ |

| Сарагоса | Валенсија |

| GK        | 1  | Енрике Јарза     |
| DF        | 2  | Хоакин Кортизо   |
| DF        | 5  | Пако Сантамарија |
| DF        | 3  | Северино Реиха   |
| MF        | 4  | Сантијаго Исаси  |
| MF        | 6  | Пепин            |
| FW        | 7  | Канарио          |
| FW        | 8  | Дука             |
| FW        | 9  | Марселино        |
| FW        | 10 | Хуан Мануел Виља |
| FW        | 11 | Карлос Лапетра   |
| Тренер:   |    |                  |
| Луис Бело |    |                  |

| GK                   | 1  | Рикардо Замора       |     |
| DF                   | 2  | Алберто Арнал        |     |
| DF                   | 5  | Кинкосес             |     |
| DF                   | 3  | Francisco Vidagany   |     |
| MF                   | 4  | Пакито               |     |
| MF                   | 6  | Роберто Жил          |     |
| FW                   | 7  | Суко                 | 89’ |
| FW                   | 8  | Висенте Жиљот        |     |
| FW                   | 9  | Валдo                |     |
| FW                   | 10 | Хосе Антонио Уртиага |     |
| FW                   | 11 | Фича                 |     |
| Тренер:              |    |                      |     |
| Едмундо Суарес Мундо |    |                      |     |

| Освајач Купа сајамских градова 1963/64. |
| --------------------------------------- |
| Сарагоса 1. титула                      |